# 吉田弘重
吉田 弘重（よしだ ひろしげ、1916年(大正5年)10月10日 - 2014年5月）は、日本のアメリカ文学者、広島大学名誉教授。
広島県佐伯郡生まれ。広島文理科大学卒、1967年「シンクレア・ルイスの言語の構造と組織」で広島大学文学博士。広島大学文学部助教授、教授、1980年定年退官、名誉教授、広島修道大学教授、ノートルダム清心女子短期大学教授。1992年勲三等旭日中綬章受勲。

## 著書
- 『マーク・トウェイン研究 思想と言語の展開』南雲堂、1972
- 『Huckleberry Finn研究 研究ノート・文体・グロッサリ』篠崎書林、1980

### 共著
- 『英作文 第2 (応用篇)』小川二郎共著 中央図書出版社、1949
- 『構文・慣用句中心の英文解釈・英作文精選問題集』編著 東洋図書、1956

### 翻訳
- ブライアン・フォスター『変容する英語』研究社出版、1973

### 記念論文集
- 『吉田弘重先生退官記念英米文学語学研究』篠崎書林、1980

## 参考
- 『現代日本人名録』2002年